# Joseph Hooton Taylor, Jr.
Joseph Hooton Taylor Jr. (n. 29 martie 1941, Pennsylvania, SUA) este un fizician american, laureat al Premiului Nobel pentru Fizică în 1993 împreună cu Russell Alan Hulse pentru descoperirea unui nou tip de pulsar, descoperire ce a deschis noi perspective în studiul gravitației.